# Carl Allgén
Carl Algon Jönsson Allgén, född 21 juli 1886 i Lund, död 19 augusti 1960 i Malmö, var en svensk zoolog och läroverkslektor.
Allgén blev filosofie magister i Lund 1912, filosofie licentiat 1918, var adjunkt i Sundsvall 1917–1920, lektor i biologi i Jönköping 1920–1940 och i geografi och biologi i Eslöv 1940–1952. Han företog studieresor till Österrike, Tyskland och Schweiz 1922, till Norge 1928, till Helgoland 1922 och 1936 samt till Främre Orienten 1938.
Förutom 27 pedagogiska och 13 populära uppsatser författade Allgén ett 180-tal vetenskapliga skrifter, de flesta rörande rundmaskarnas morfologi och systematik. Carl Allgén är begravd på Sankt Pauli södra kyrkogård i Malmö.